# 中关村
39°59′00″N 116°18′56″E / 39.983246°N 116.315509°E

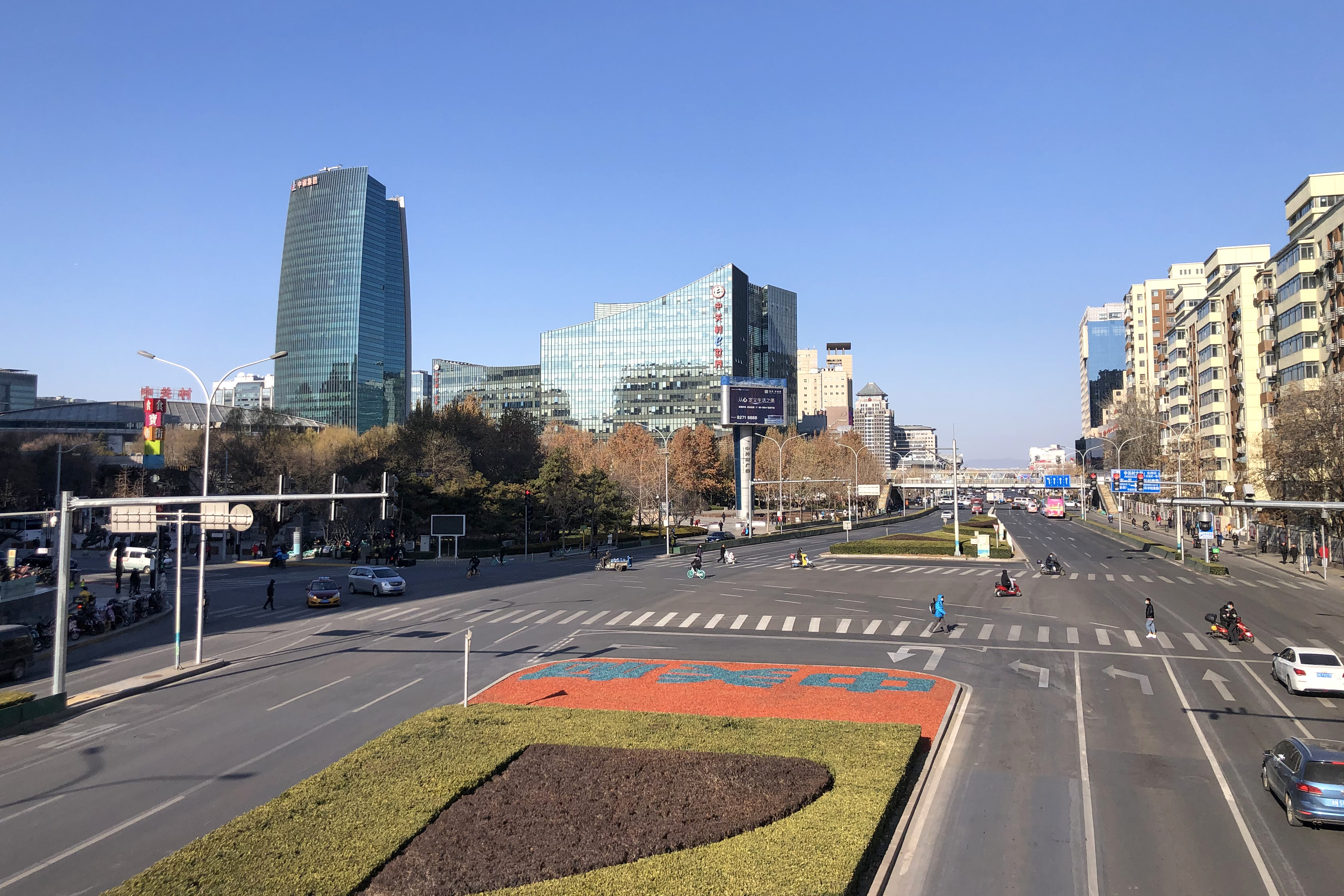
中关村黄金地段：中关村广场周边

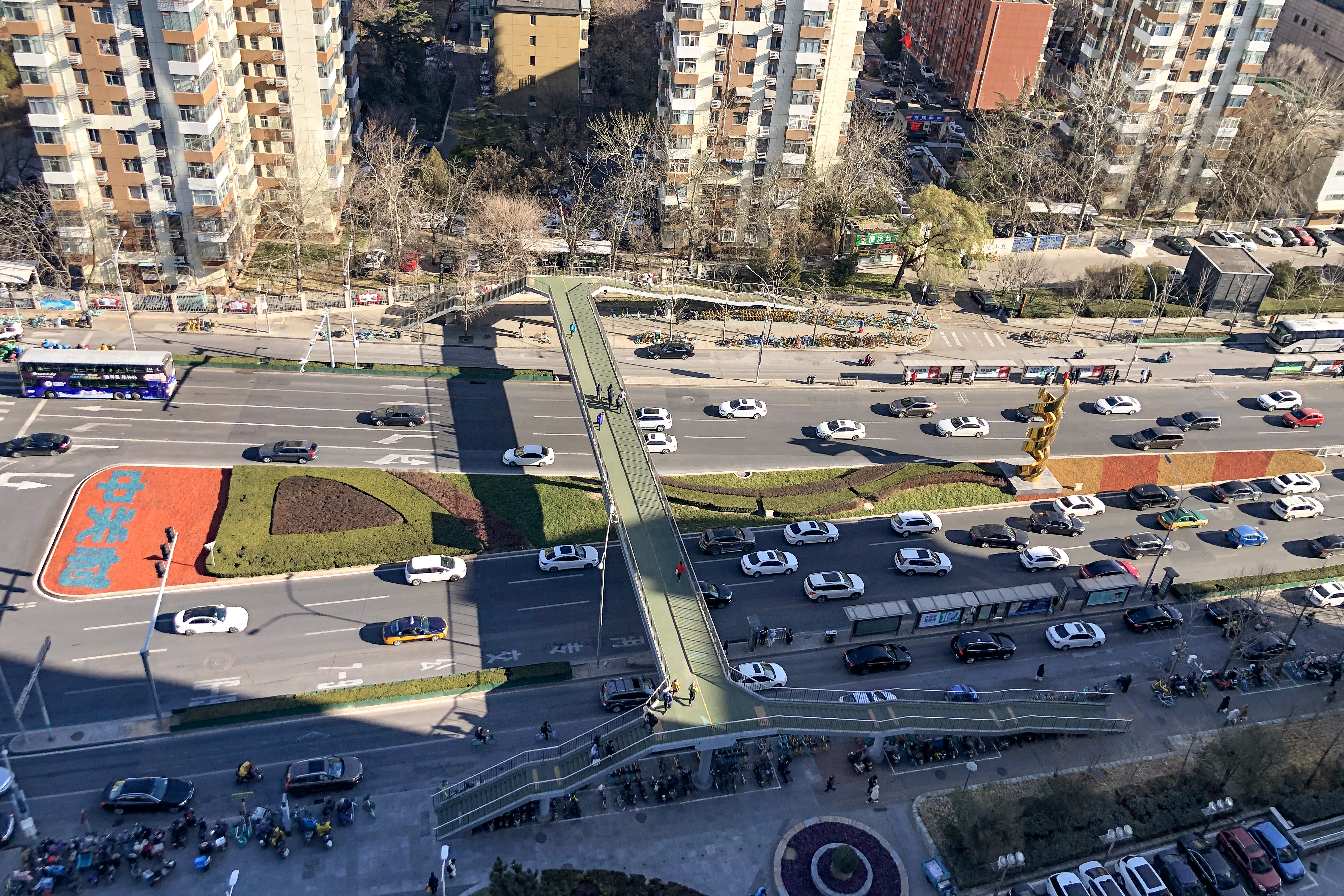
海淀黄庄北行人天桥及中关村标志性雕塑《生命》

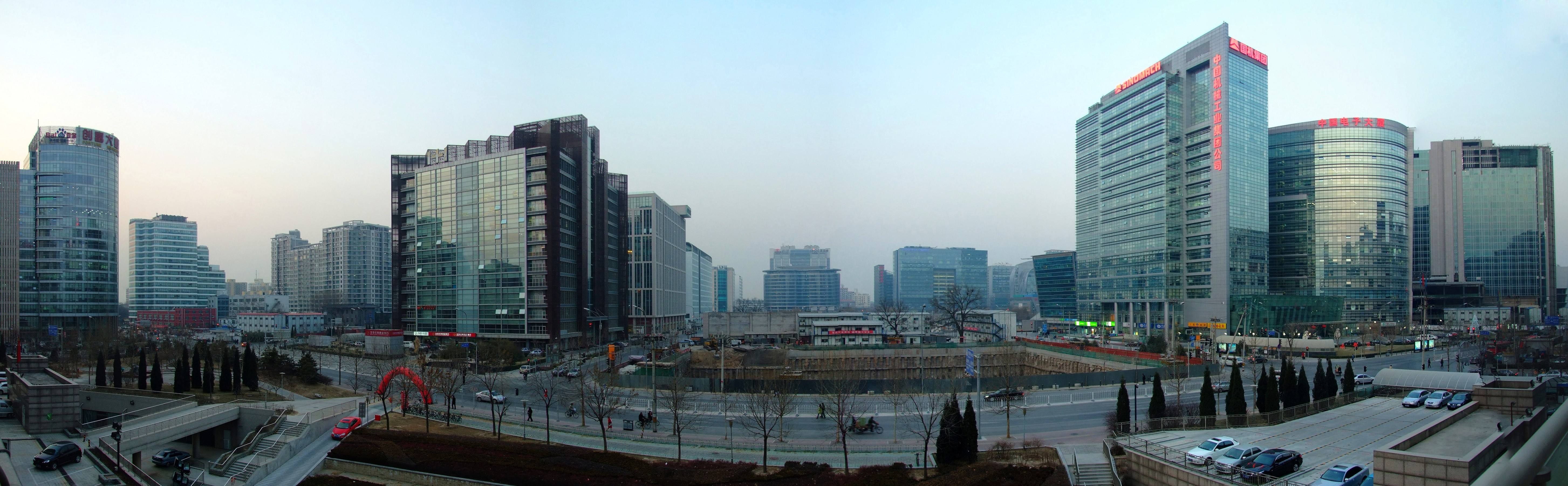
中关村科技园全景

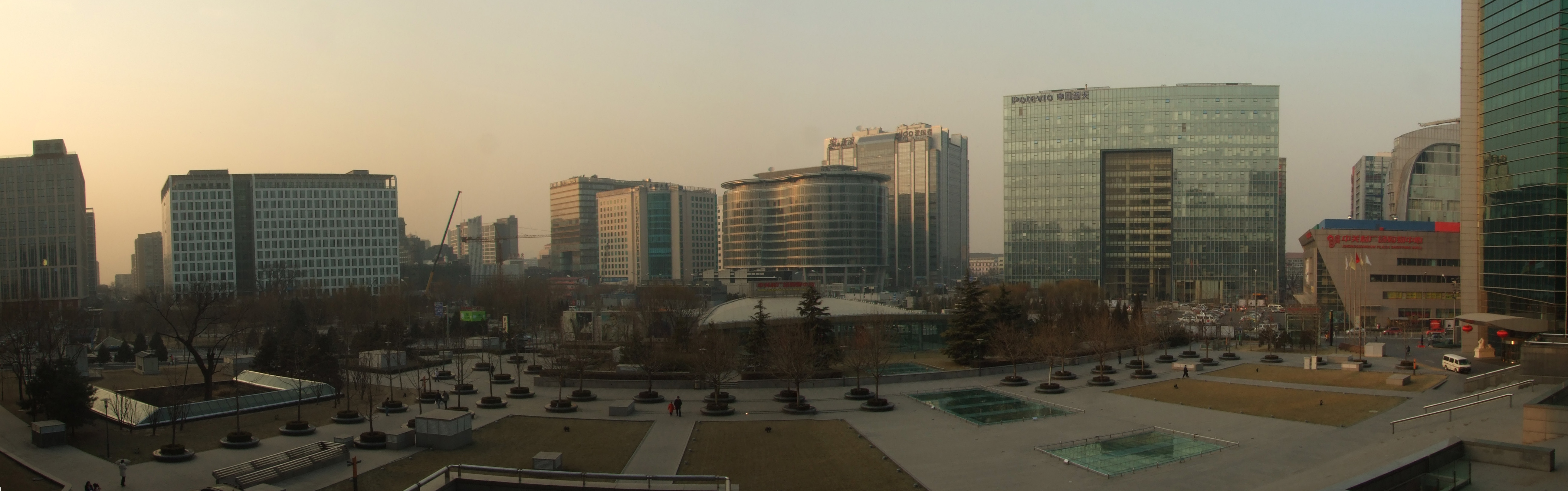
中关村科技园区

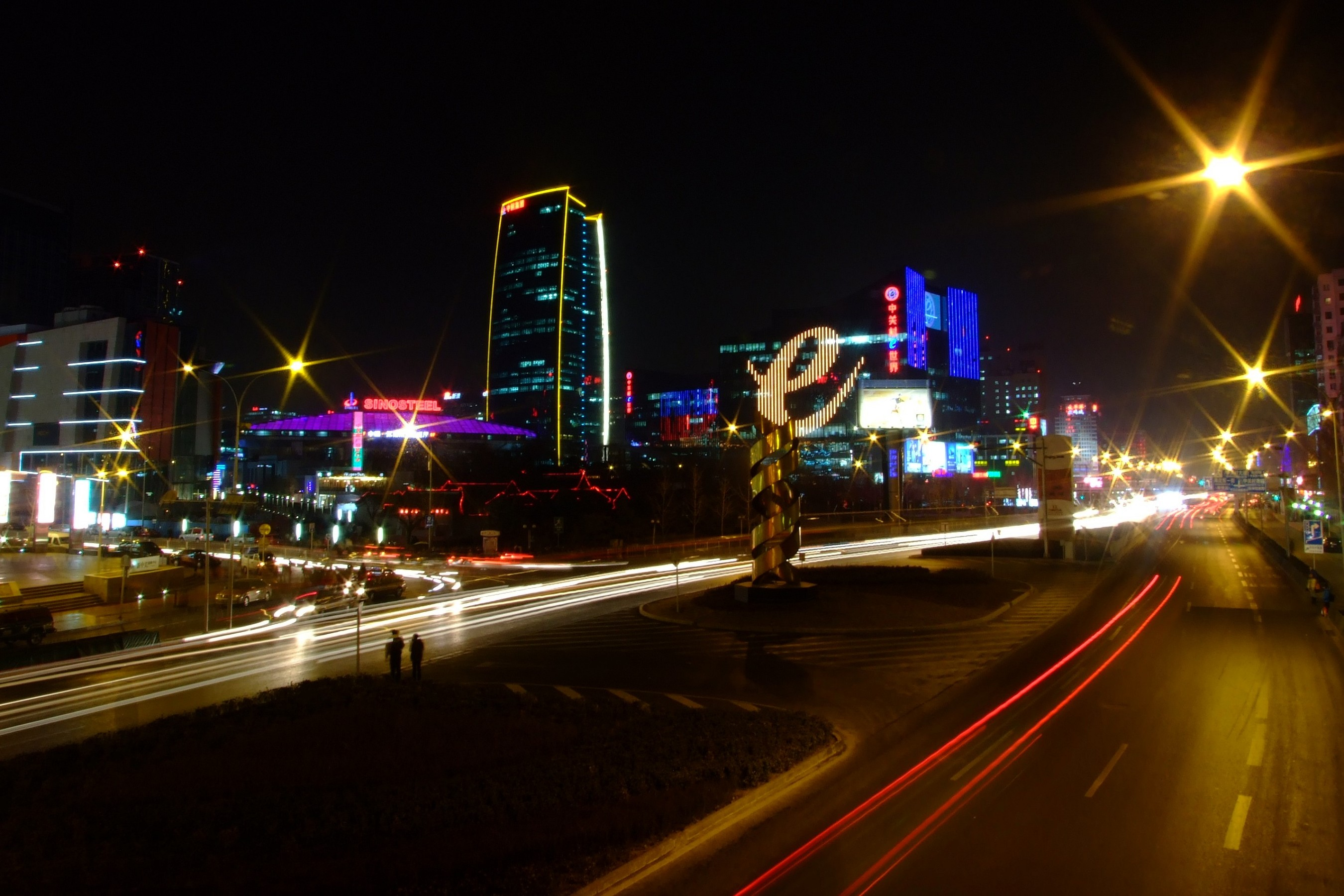
中关村广场夜景

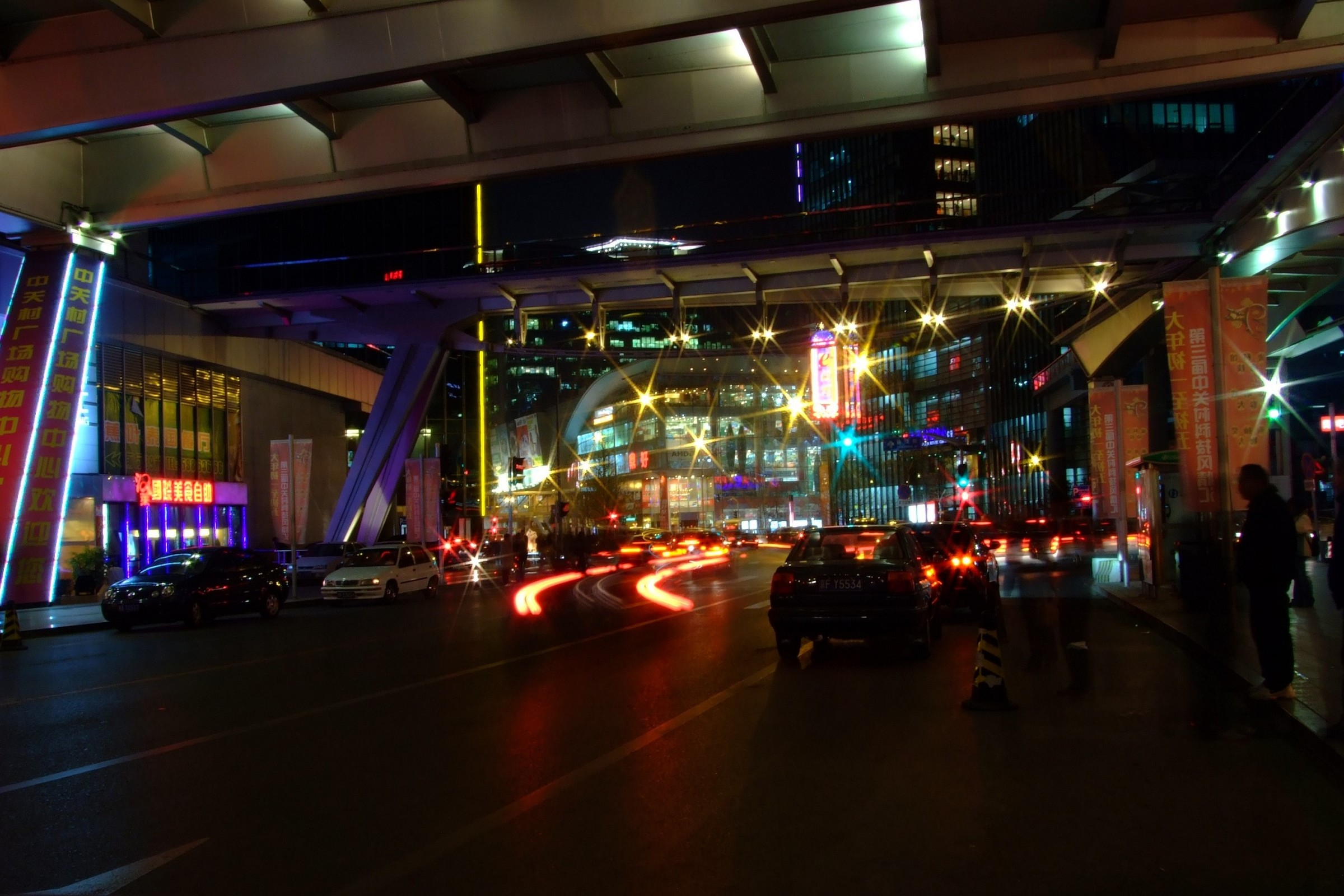
商务区夜景

中关村科技园区，又称中关村国家自主创新示范区，简称中关村，是中华人民共和国高新技术产业聚集区，肇始于北京市海淀区，於1980至90年代发展成“电子一条街”。中关村是中国第一个国家级高新技术产业开发区，第一个国家自主创新示范区，及第一个“国家级”人才特区，也是京津石高新技术产业带的核心。
中关村现在已经成为覆盖北京市十六个区县和天津市滨海中关园，跨行政区域的高端产业功能区，也被誉为“中国硅谷”。2016年11月，中关村科技园区与天津市滨海新区联合成立中国首个跨省级行政区的全面改革试验区——天津滨海-中关村科技园。中关村目前聚集了一批高精尖企业，涵盖互联网、光谱芯片、智能硬件等新兴科技行业。

## 地理位置
中关村位于北京城区的西北部的海淀区，中心位于西北三环和西北四环中间，向各个方向有所延伸。
现在，作为北京市跨行政区的高端产业功能区，中关村已经不仅仅在海淀区发展，而是已经形成「一区十六园」的空间格局，包括海淀园、昌平园、顺义园、大兴-亦庄园、房山园、通州园、东城园、西城园、朝阳园、丰台园、石景山园、门头沟园、平谷园、怀柔园、密云园、延庆园。
中关村是中国科教智力和人才资源最为密集的区域，拥有以北京大学与清华大学为代表的高等院校40多所，以中国科学院、中国工程院所属院所为代表的国家（市）科研院所206所；拥有国家级重点实验室112个，国家工程研究中心38个，国家工程技术研究中心（含分中心）57个；大学科技园26家，留学人员创业园34家。很多的西方分析家对中关村的前景很乐观。很重要的原因就是斯坦福大学在最初硅谷的发展中扮演了相似的角色。

## 得名

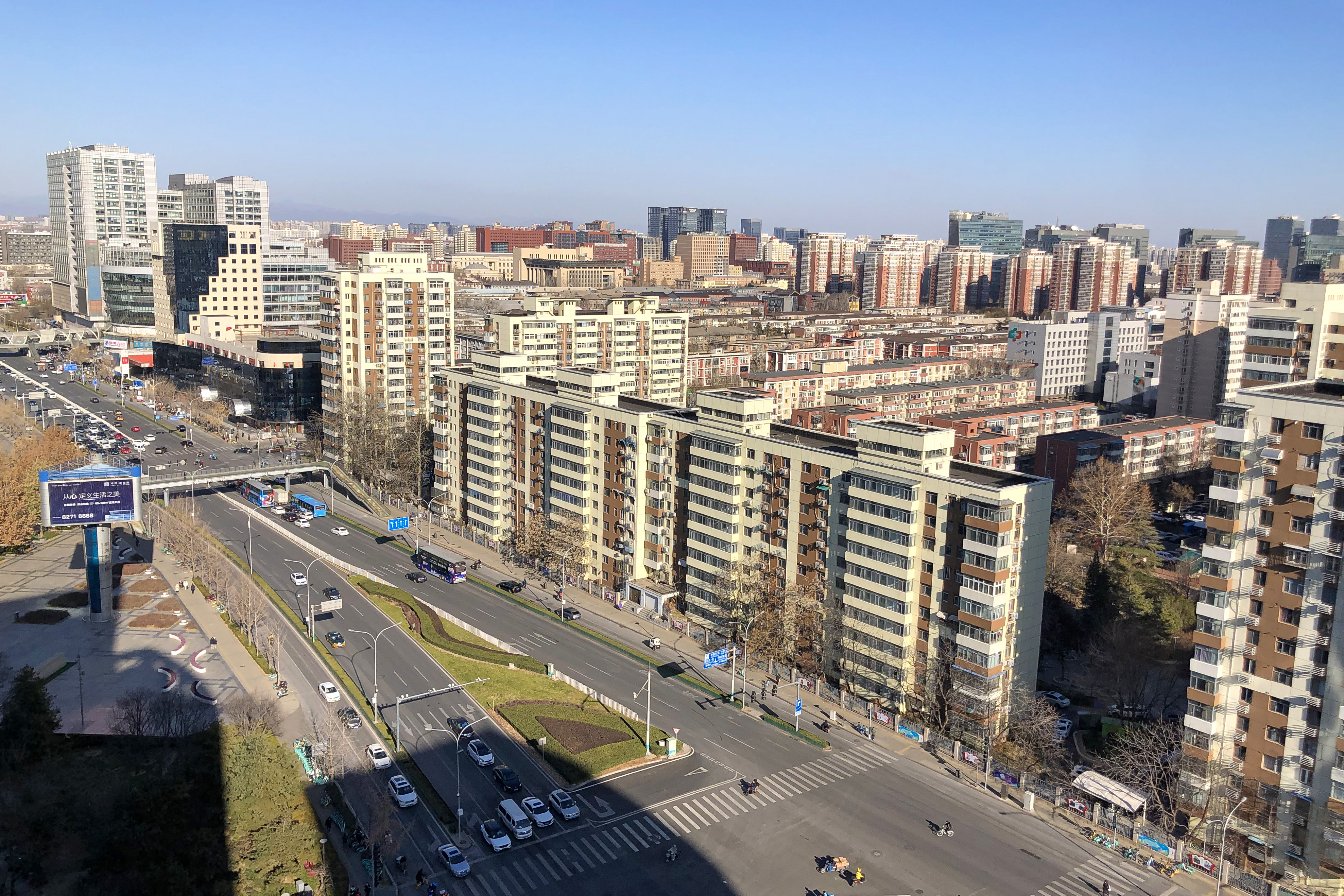
中国科学院黄庄小区

据历史地理学者考证，今天的中关村一带原为永定河故道，因此这一带被叫做“中湾”。中关村一带有一座明代的太监庙，此地在明时可能是太监的庄园或坟地。由于太监也叫“中官”，所以“中湾”变为“中官”。清朝晚期绘制地图时，工作人员认为“中官”一名意为太监，非常难听，就改成了“中关”。中华人民共和国成立后设立行政村，就依“中关”一名设立“中关村”。此前，1913年的《二万五千分之一京西图》上已经有了“中关”的地名。另外有说法称，中国科学院在此建立科学城时，第一批信封上的地址误将“中官屯”印为“中关村”，于是将错就错，得此名。还有一种说法是，中华人民共和国建国后，在制定北京总体规划时，将中关村这一带规划为首都的文教区，大批的科研机构汇聚到这里。如果再叫“中官儿”，就不合适了，北京师范大学校长陈垣最先提议将“中官村”改为“中关村”。

## 发展历程

### 1980年代初

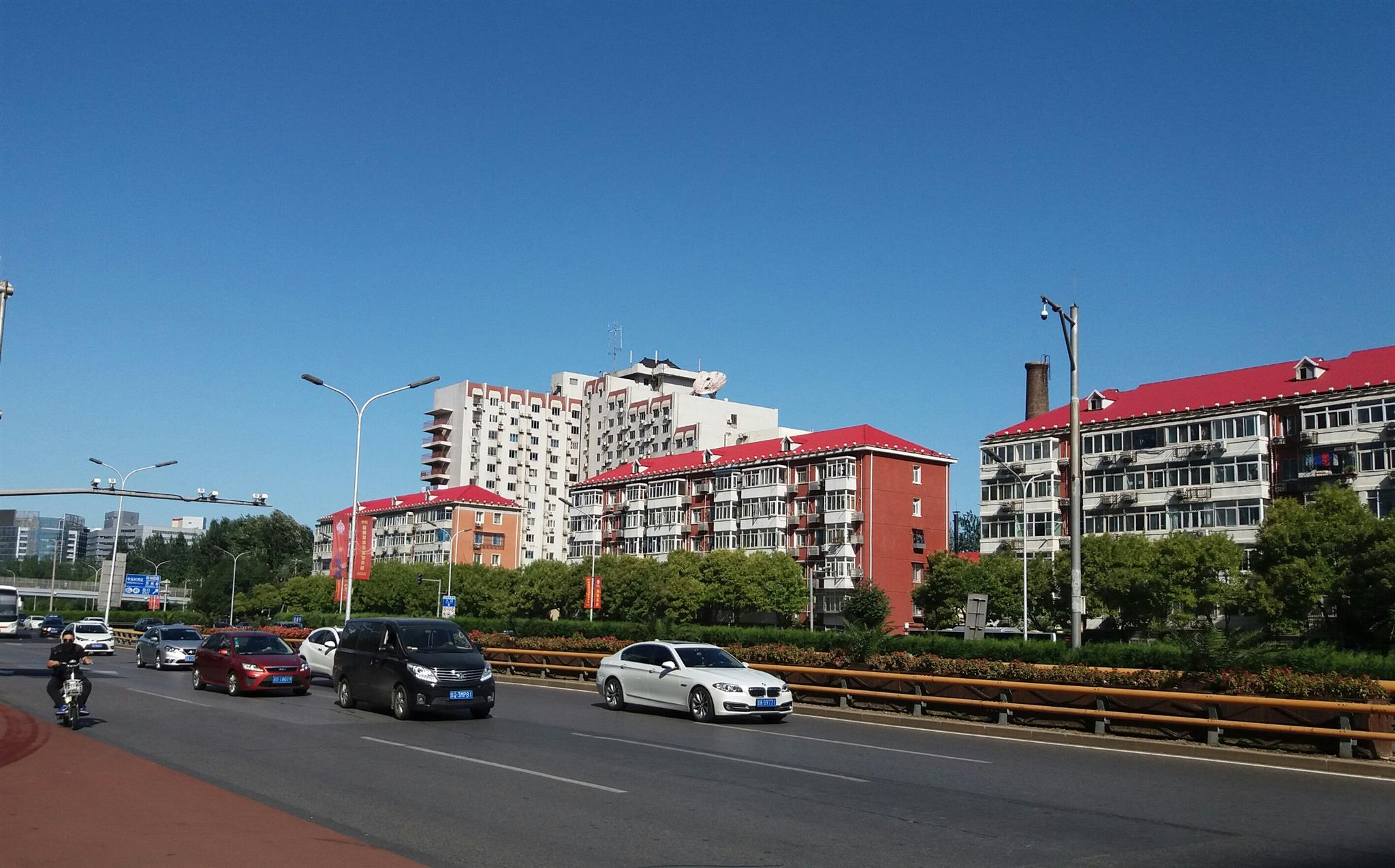
西北四环中关村段

1980年10月23日，此前曾两次到美国硅谷考察的中国科学院物理研究所研究员陈春先与6名科技人员一起，在北京市科学技术协会的支持下，成立北京等离子体学会先进技术发展服务部。这一举动拉开了科技人员面向市场、自主创业的序幕。1984年前后，中关村地区有了一批“下海”经商的科技人员，他们通过创办民营科技企业的方式，探索科技成果转化为生产力的途径。到1987年，以“两通两海”（即四通公司、信通公司、科海公司、京海公司）为代表的近百家科技企业聚集在自白石桥起沿白颐路（今中关村大街）向北至成府路和中关村路至海淀路一带、东至学院路，形成大写的英文字母“F”型地区，被人们称为“电子一条街”。

### 北京市新技术产业开发试验区时期
1988年5月10日，国务院正式批准《北京市新技术产业开发试验区暂行条例》，并规定，以中关村地区为中心，在北京市海淀区划出100平方公里左右的区域为北京市新技术产业开发试验区的政策区范围。5月20日，北京市政府印发《北京市新技术产业开发试验区暂行条例》，由此，北京市新技术产业开发试验区正式成立。1994年4月，国家科学技术委员会批准将丰台园、昌平园纳入实验区政策区范围。1999年1月，经国家科委批准，试验区区域再次调整，将电子城、亦庄园纳入实验区政策区范围。从此，北京市新技术产业开发试验区形成“一区五园”的空间格局。

### 中关村科技园区时期
1999年6月5日，国务院印发《关于建设中关村科技园区有关问题的批复》，原则同意北京市政府和科技部《关于实施科教兴国战略，加快建设中关村科技园区的请示》中关于加快建设中关村科技园区的意见和关于中关村科技园区的发展规划。8月10日，北京市政府发出通知，决定将北京市新技术产业开发试验区管理委员会更名为中关村科技园区管理委员会。2006年1月17日，经国务院批准，国家发展改革委公告第五批通过审批的20家国家级开发区（2006年第3号）。调整后的中关村科技园区总面积为23252.29公顷，包括海淀园、丰台园、昌平园、德胜园（含雍和园）、电子城（含健翔园）、亦庄园（包括通州光机电一体化园区和通州环保园区）、石景山园、大兴生物医药产业基地等，形成了“一区十园”的空间格局。

### 中关村国家自主创新示范区时期

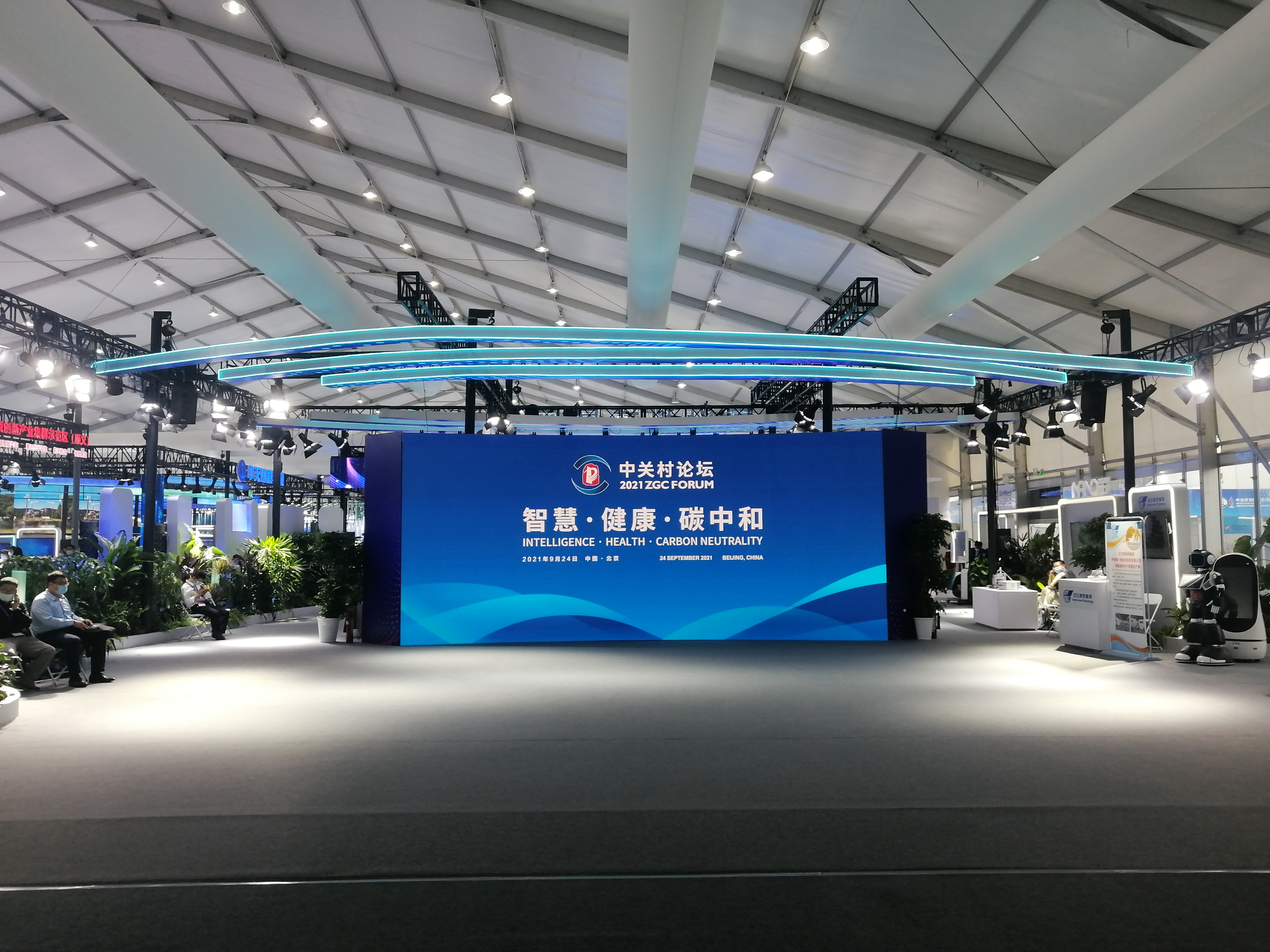
2021中关村论坛

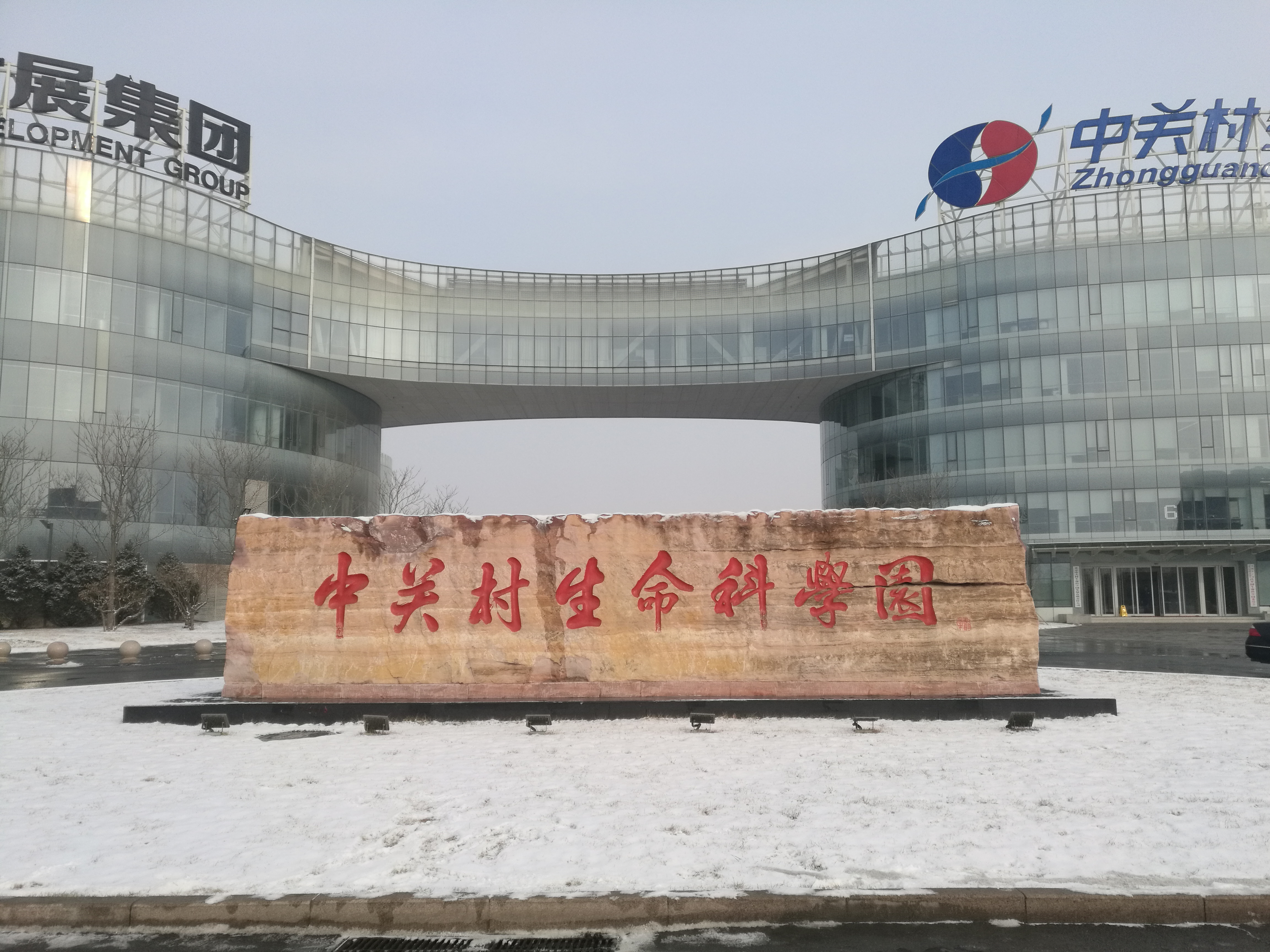
位于昌平区生命科学园站旁的中关村生命科学园

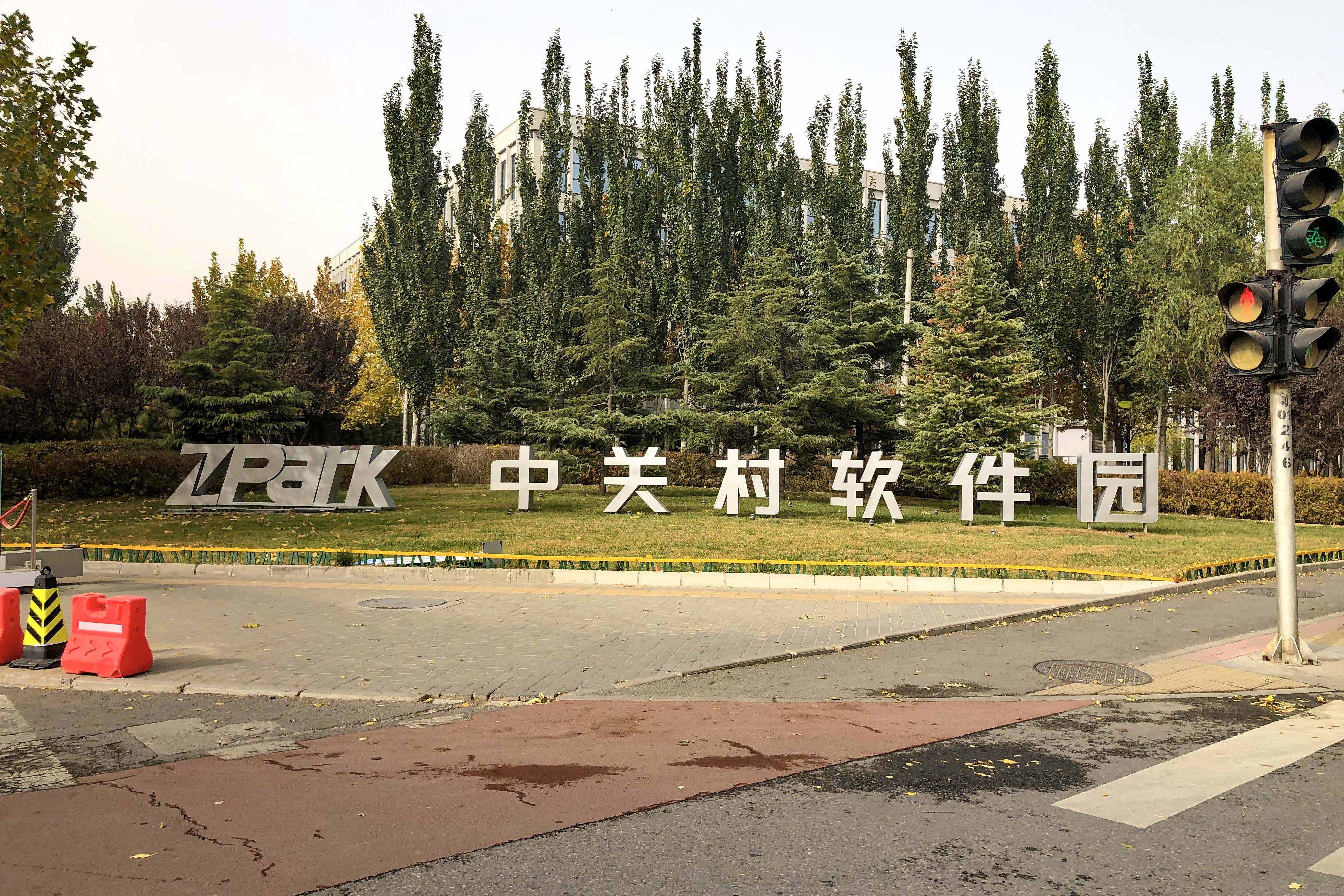
位于海淀北部马连洼街道与上地街道的中关村软件园

2009年3月13日，国务院《关于同意支持中关村科技园区建设国家自主创新示范区的批复》发布，明确中关村科技园区的新定位是国家自主创新示范区，目标是成为具有全球影响力的科技创新中心。2010年12月23日，北京市十三届人大常委会第二十二次会议表决通过《中关村国家自主创新示范区条例》。该条例明确规定：“中关村国家自主创新示范区由海淀园、丰台园、昌平园、电子城、亦庄园、德胜园、石景山园、雍和园、通州园、大兴生物医药产业基地以及市人民政府根据国务院批准划定的其他区域等多园构成。”2012年10月13日，国务院批复同意调整中关村国家自主创新示范区空间规模和布局，由原来的一区十园增加为一区十六园，包括东城园、西城园、朝阳园、海淀园、丰台园、石景山园、门头沟园、房山园、通州园、顺义园、大兴-亦庄园、昌平园、平谷园、怀柔园、密云园、延庆园等园区。
2014年6月，中关村创业大街开街，它是中国首条创新创业主题街区，街区全长220米，建筑面积6万余平方米。整条街区办公区域包括了独立办公空间、联合办公空间和定制办公空间，同时拥有咖啡厅、书吧、自习室、食堂、篮球场等设施。
2016年11月，天津滨海-中关村科技园在天津市滨海新区北塘挂牌成立，是中国首个跨省市全面改革试验区。滨海中关园规划用地10.3平方公里，总建设面积575万平方米，东至渤海湾，南至京津高速延长线，西至塘汉快速路，北至永定新河。

## 地标雕塑

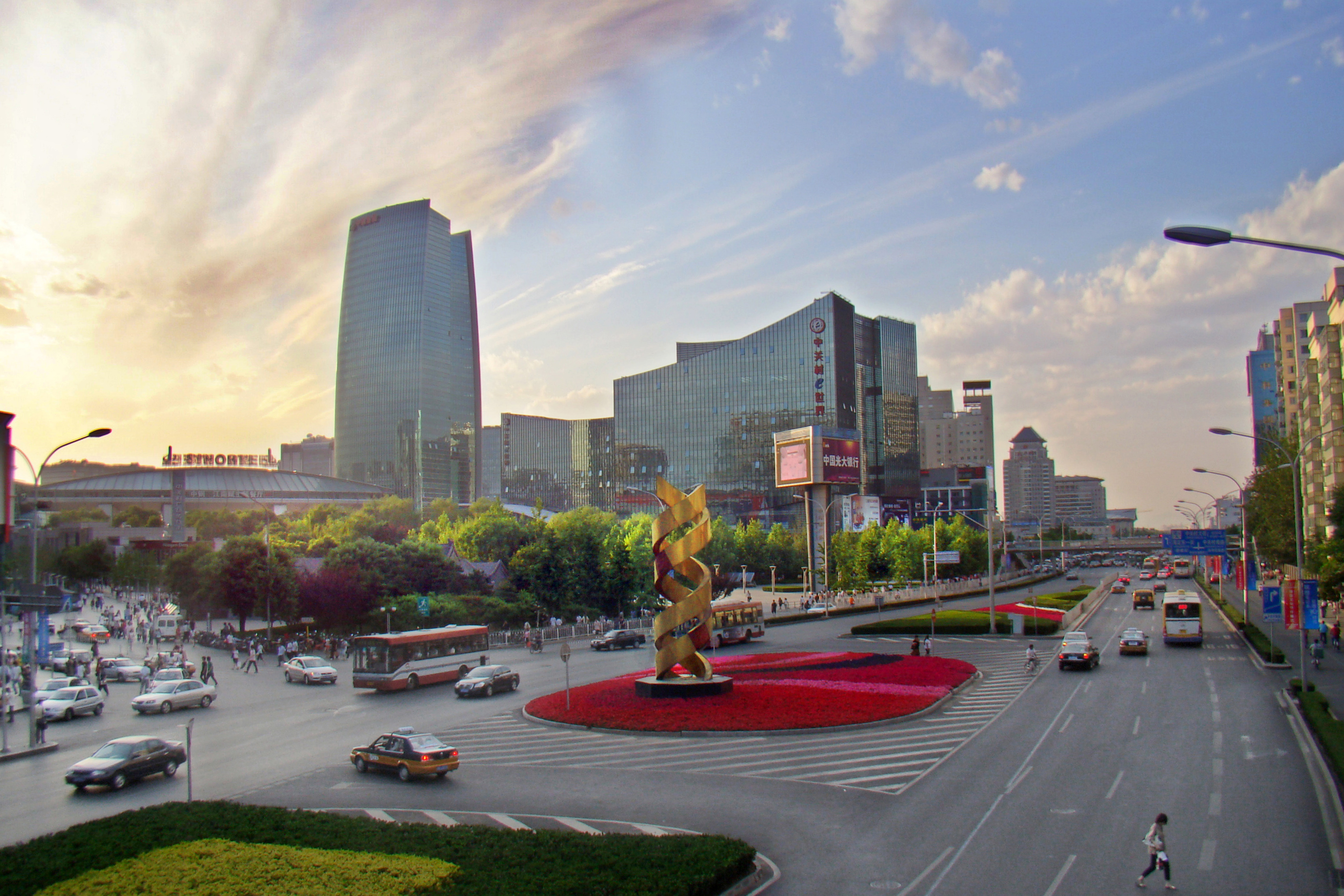
2009年仍在海淀黄庄北天桥北侧的《生命》雕塑

中关村的地标雕塑为双股螺旋形状的《生命——献给新技术开拓者》，1987年由北京师范学院美术系讲师孙贤陵根据核酸双螺旋结构的分子模型设计，又因形如麻花而被居民戏称为“大麻花儿”，1992年和1997年曾两度翻建。2009年，雕塑从海淀黄庄路口移除，同时在中关村广场重塑一座高度10.13米的《生命》雕塑，2015年又在海淀黄庄北天桥南侧重塑了《生命》雕塑。

## 交通

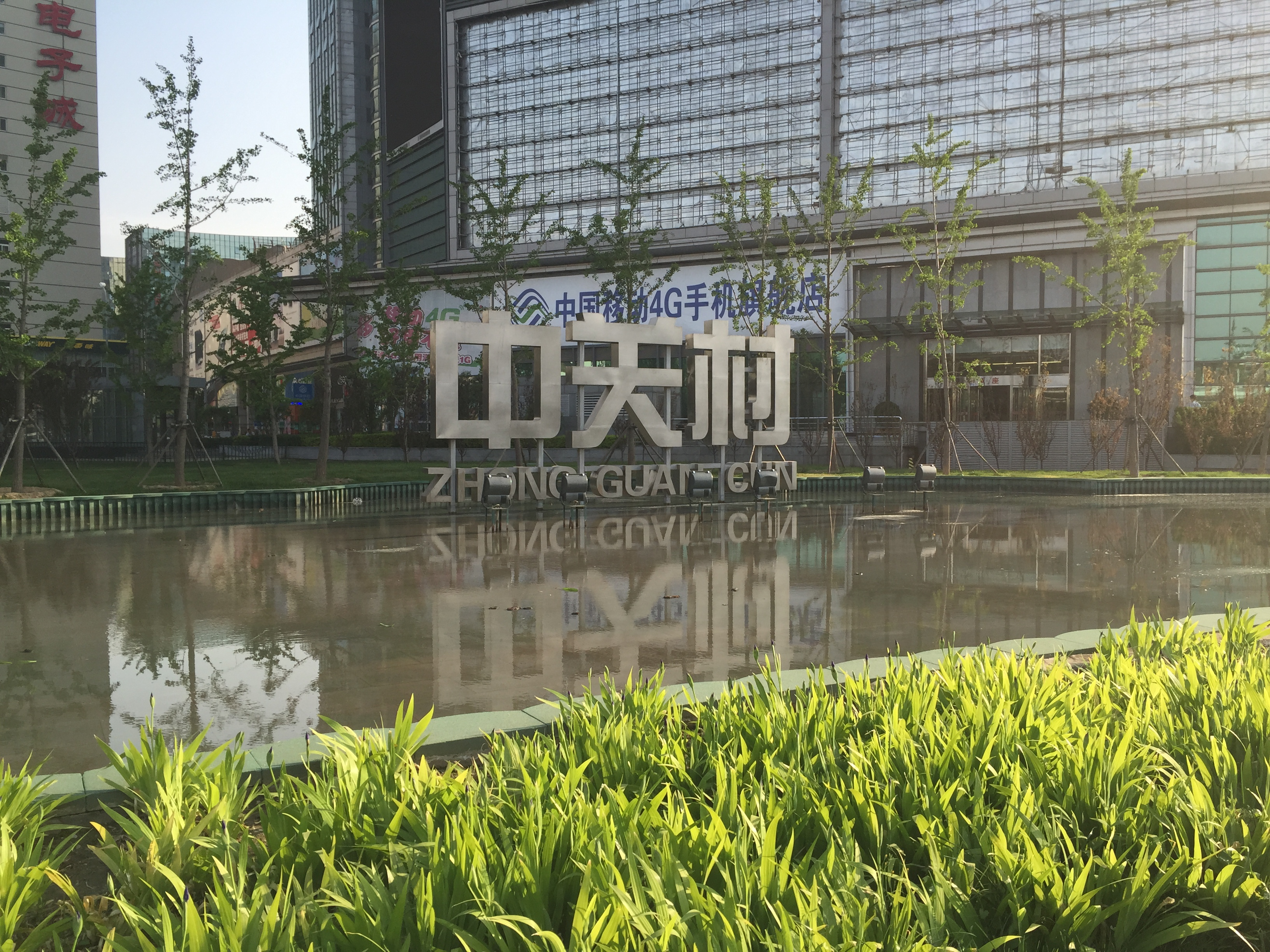
中关村地铁站外的广场

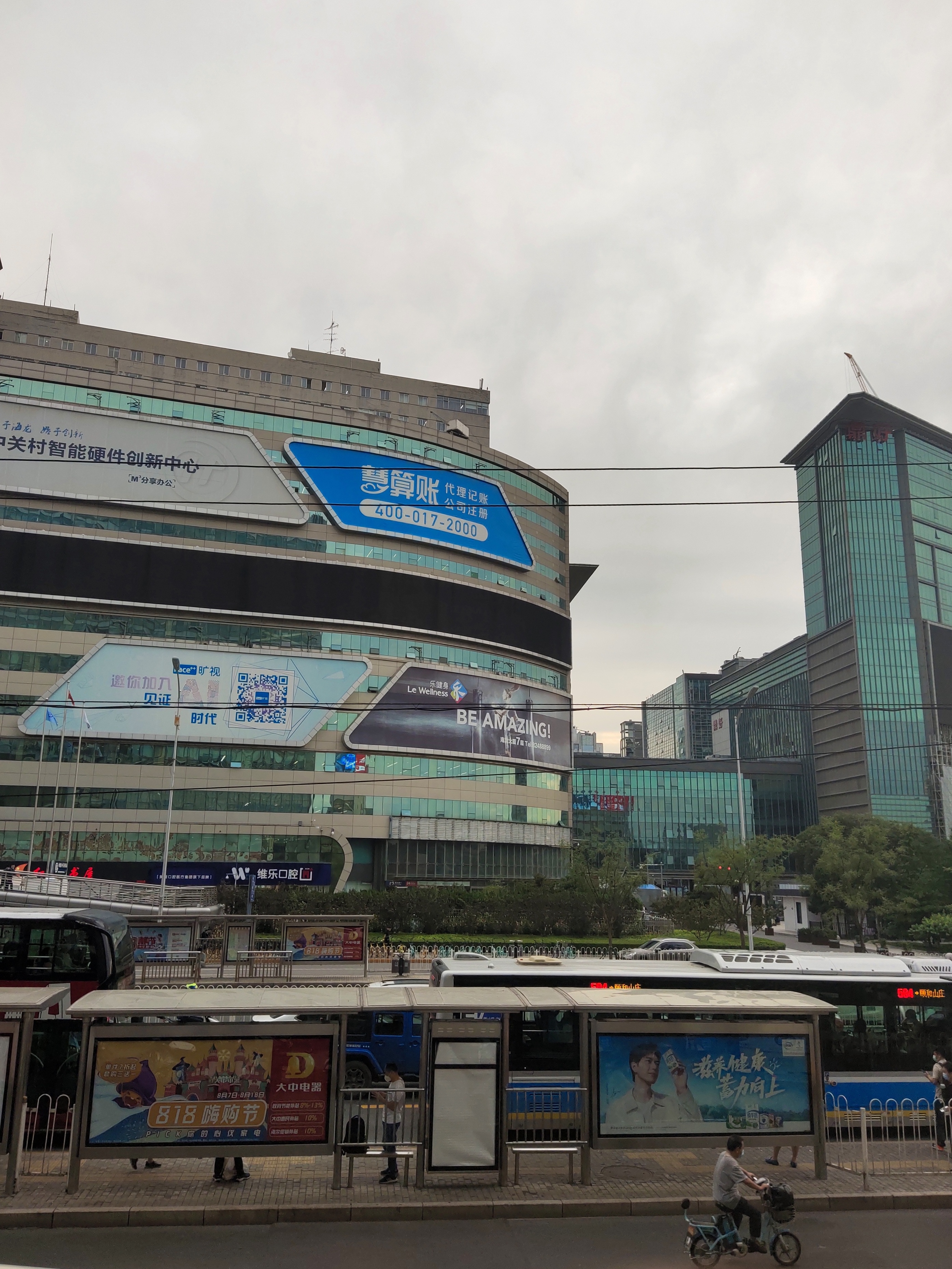
中关村地铁附近

2008年奥运会前夕，北京地铁10号线开通，经由中关村核心区南部，苏州街站、海淀黄庄站均位于中关村附近。2009年，纵贯中关村中轴线中关村大街的北京地铁4号线开通，其中中关村站位于中关村核心区，紧邻中关村大街和北四环路交口；海淀黄庄站则为10号线和4号线之换乘站。
中关村大街（实际地名为中关村南大街-中关村北大街）从魏公村至清华西门一线都极易堵车，尤其是中关村大街和北四环路交口，中关村大街和知春路交口堵塞情况更为严重。

### 引用
1. ↑  . 北京晨报. 2002-08-24  [2013-11-14]. （原始内容存档于2020-12-06）.
2. ↑  中关村社区. . 2011-02-27  [2011-05-29]. （原始内容存档于2020-09-20）.
3. ↑  .   [2023-01-20]. （原始内容存档于2023-01-20）.
4. ↑  . 澎湃新闻.   [2016-11-26]. （原始内容存档于2016-11-27）.
5. ↑  . 北京园林年鉴 (北京市园林局). 1998: 92.
6. ↑  . 北京晚报. 2009-08-27  [2020-12-14]. （原始内容存档于2021-05-09）.
7. ↑  尹世昌; 田锋. . 中关村 (海淀区文学艺术界联合会). 2017, (03): 108–109. ISSN 1672-0466.